# Ахмеров, Ахмет Ибатуллович
Ахмет Ибатуллович Ахмеров (1920—1978) — сборщик автопокрышек на Ярославском шинном заводе, рабочий корреспондент; Герой Социалистического Труда.

## Биография
Родился 15 мая 1920 года в селе Татарские Выселки Ставропольского района Куйбышевской области. В 1929—1932 годах окончил 3 класса в сельской школе. В 1933 году с семьёй переехал в Ярославль.
В 1936—1938 годах ученик штукатура в «Заводострое». Одновременно окончил 5 классов в школе рабочей молодёжи. С июля 1938 года ученик сборщика автопокрышек на Ярославском шинном заводе.
С декабря 1941 года в Красной Армии. Воевал разведчиком в составе 1-й гвардейской воздушно-десантной дивизии. Участвовал в освобождении Киева, Венгрии, Чехословакии, воевал в Маньчжурии. Награждён орденом Красной Звезды, орденом Славы III степени, орденом Ленина, медалями «За отвагу», «За победу над Германией», «За победу над Японией». В декабре 1946 года демобилизован.
Вернулся на Ярославский шинный завод. За отличные показатели в работе один из первых на предприятии удостоился права работать с личным клеймом. Побил все заводские рекорды в своей профессии. Об Ахмерове писали все центральные газеты.
Окончил школу рабочих корреспондентов. Печатал статьи в «Правде», «Советской России», «Труде», «Северном рабочем». Автор двух брошюр — «Загадка упрямца» (1963) и «Я рабочий» (1973).
В течение трёх лет был депутатом областного совета. Входил в областной комитет контроля.
Награждён званием Героя Социалистического Труда с вручением ордена Ленина, орденом «Знак Почёта», двумя медалями «За трудовую доблесть».
Умер в 1978 году.
27 июля 2010 года Ярославской региональной общественной организацией «Татарское культурно-просветительское общество „Мирас“» на доме № 93 по улице Свердлова, где многие годы жил Ахмеров, установлена и открыта мемориальная доска.